# 1983 en chimie
Cet article présente les faits marquants de l'année 1983 en chimie.

## Évènements
- 15ème Olympiades Internationales de Chimie, organisées à Timișoara en Roumanie du 2 juillet au 11 juillet[1].
- 16 décembre : Kary Mullis réussit la première réaction en chaîne par polymérase (PCR)[2].

## Prix
- Prix Nobel de chimie : Henry Taube pour ses travaux sur les mécanismes des réactions par transfert d'électrons, en particulier dans les complexes métalliques[3].
- Prix Wolf de chimie :
  - Herbert S. Gutowsky « pour ses travaux de pionnier dans le développement et les applications de la spectroscopie de résonance magnétique nucléaire en chimie »[4].
  - Harden McConnell « pour ses études de la structure électronique des molécules par la spectroscopie de résonance magnétique nucléaire et pour l'introduction et les applications biologiques des techniques de spin-label »[4].
  - John S. Waugh « pour ses contributions théorique et expérimentale fondamentale à la haute résolution de la spectroscopie de résonance magnétique dans les solides »[4].
- Prix Procter & Gamble : Janos H. Fendler[5]
- Prix Anselme-Payen : Reginald Preston[6]
- Médaille Garvan-Olin : Ines Mandl[7]
- Prix Ernest-Guenther : Karel Wiesner[8]
- ACS Award in Pure Chemistry : Michael J. Berry[9]
- Prix Irving-Langmuir : Dudley R. Herschbach[10]
- Médaille Priestley : Robert S. Mulliken[11],[12]
- Médaille Davy : Duilio Arigoni en reconnaissance de sa créativité remarquable dans les domaines de la biosynthèse et de la stéréochimie bioorganique[13],[14].

- Grand prix Pierre-Süe : Denise Bauer (chimiste)[15]
- Grand prix Achille-Le-Bel : Paul Caubère[16]
- Faraday Lectureship : John Shipley Rowlinson[17]
- Claude S. Hudson Award in Carbohydrate Chemistry : Bengt Lindberg[18]
- Médaille Lavoisier de la Société chimique de France : Paul Weisz[19],[20]
- Médaille William-H.-Nichols : Neil Bartlett[21]

## Décès
- 30 janvier : Germain Cauquil (née en 1897), chimiste française[22] et première femme titulaire d'une chaire de chimie en 1948 à la faculté de chimie de Montpellier[23].
- 5 février : Margaret Oakley Dayhoff (née en 1925), chimiste et bioinformaticienne américaine.
- 22 mai : Albert Claude (né en 1899), biochimiste belge, prix Nobel de physiologie ou médecine en 1974.